# Scepanotrocha setifera
Scepanotrocha setifera is een raderdiertjessoort uit de familie Habrotrochidae. De wetenschappelijke naam van deze soort is voor het eerst geldig gepubliceerd in 1963 door Haigh.